# Ganifa
Ganifa är en ort i Azerbajdzjan.   Den ligger i distriktet Balakən Rayonu, i den nordvästra delen av landet, 300 km nordväst om huvudstaden Baku. Ganifa ligger 356 meter över havet och antalet invånare är 5 571.
Terrängen runt Ganifa är varierad. Närmaste större samhälle är Belokany, 1,5 km norr om Ganifa. 
Omgivningarna runt Ganifa är en mosaik av jordbruksmark och naturlig växtlighet. Runt Ganifa är det ganska tätbefolkat, med 96 invånare per kvadratkilometer.